# QZ Возничего
QZ Возничего (лат. QZ Aurigae) — новая, двойная катаклизмическая переменная звезда (NA) и затменная переменная звезда (E) в созвездии Возничего на расстоянии (вычисленном из значения параллакса) приблизительно 9348 световых лет (около 2866 парсеков) от Солнца. Видимая звёздная величина звезды — от +18m до +6m. Орбитальный период — около 0,3575 суток (8,5799 часов).
Вспышка произошла в 1964 году. Звезда открыта в 1975 году американским астрономом Н. Сандуликом при анализе снимков, сделанных 4 ноября 1964 года.

## Характеристики
Первый компонент — аккрецирующий белый карлик спектрального класса pec(Nova). Масса — почти равна массе второго компонента.
Второй компонент — оранжевый карлик спектрального класса K0V. Масса — около 0,9 солнечной, радиус — около 0,99 солнечного. Эффективная температура — около 5200 K.